# Куватов, Рашид Юсупбекович
Рашид Юсупбекович Куватов (05.10.1928 — 2016) — советский и казахстанский учёный в области экономики, организации управления и планирования сельского хозяйства, доктор экономических наук (1971), профессор (1972), академик ВАСХНИЛ (1978) и НАН РК (1995), иностранный член РАСХН (1992) и РАН (2014).

## Биография
Родился в ауле Батыр-ата Ордабасинского района Южно-Казахстанской области.
Работал в местном колхозе (1942—1943), участковым налоговым инспектором Янги-Юльского районного финансового отдела Ташкентской области (1943—1950). Окончил Ташкентский финансово-экономический институт (1953).
- 1953—1956 аспирант Московского государственного экономического института,
- 1956—1957 старший научный сотрудник Казахского филиала ВНИИ экономики сельского хозяйства,
- 1957—1961 заведующий отделом Казахского НИИ экономики и организации сельского хозяйства.
- 1961—1964 руководитель отдела Н.-и. экономического института при Госплане Казахской ССР.
- 1964—1980 заместитель директора (1964—1967), директор (1975—1980) Казахского НИИ экономики и организации сельского хозяйства[1].
- 1972—1990 председатель секции экономики и член президиума Восточного отделения ВАСХНИЛ.

С 2005 г. профессор кафедры менеджмента и организации агробизнеса КазНАУ.
Доктор экономических наук (1971), профессор (1972), академик ВАСХНИЛ (1978), академик НАН РК (1992), иностранный член РАСХН (1992) и РАН (2014).

## Публикации
Опубликовал более 200 научных трудов.
Книги
- Себестоимость продукции — основной показатель хозяйства. — Алма-Ата: Казсельхозгиз, 1962. — 143 с.
- О дифференциации заготовительных цен на сельскохозяйственную продукцию в Казахской ССР / соавт. : Л. С. Захарова и др. — Алма-Ата, 1969. — 267 с.
- Себестоимость сельскохозяйственной продукции. — Алма-Ата: Кайнар, 1969. — 338 с.
- Повышение эффективности производства зерна / соавт.: К. И. Искаков, К. Г. Чуланов. — Алма-Ата: Кайнар, 1982. — 203 с.
- АПК: новые условия хозяйствования. — Алма-Ата: Кайнар, 1991. — 336 с.
- Экономика и проблемы переходного периода / соавт. А. Е. Болганбаев. — Алматы: Білім, 1997. — 390 с.
- Повышение эффективности сельского хозяйства Казахстана в условиях его интеграции с внешними рынками / соавт.: Т. И. Есполов, У. К. Керимова. — Алматы, 2004. — 596 с.
- Развитие агропромышленного производства в условиях рыночной экономики: проблемы и приоритеты (на материалах Республики Казахстан) / соавт. Ж. С. Нусипов. — Алматы, 2005. — 447 с.

## Звания и награды
Награждён орденом Трудового Красного Знамени, Почётной грамотой Верховного Совета Казахской ССР, медалями.